# Bank

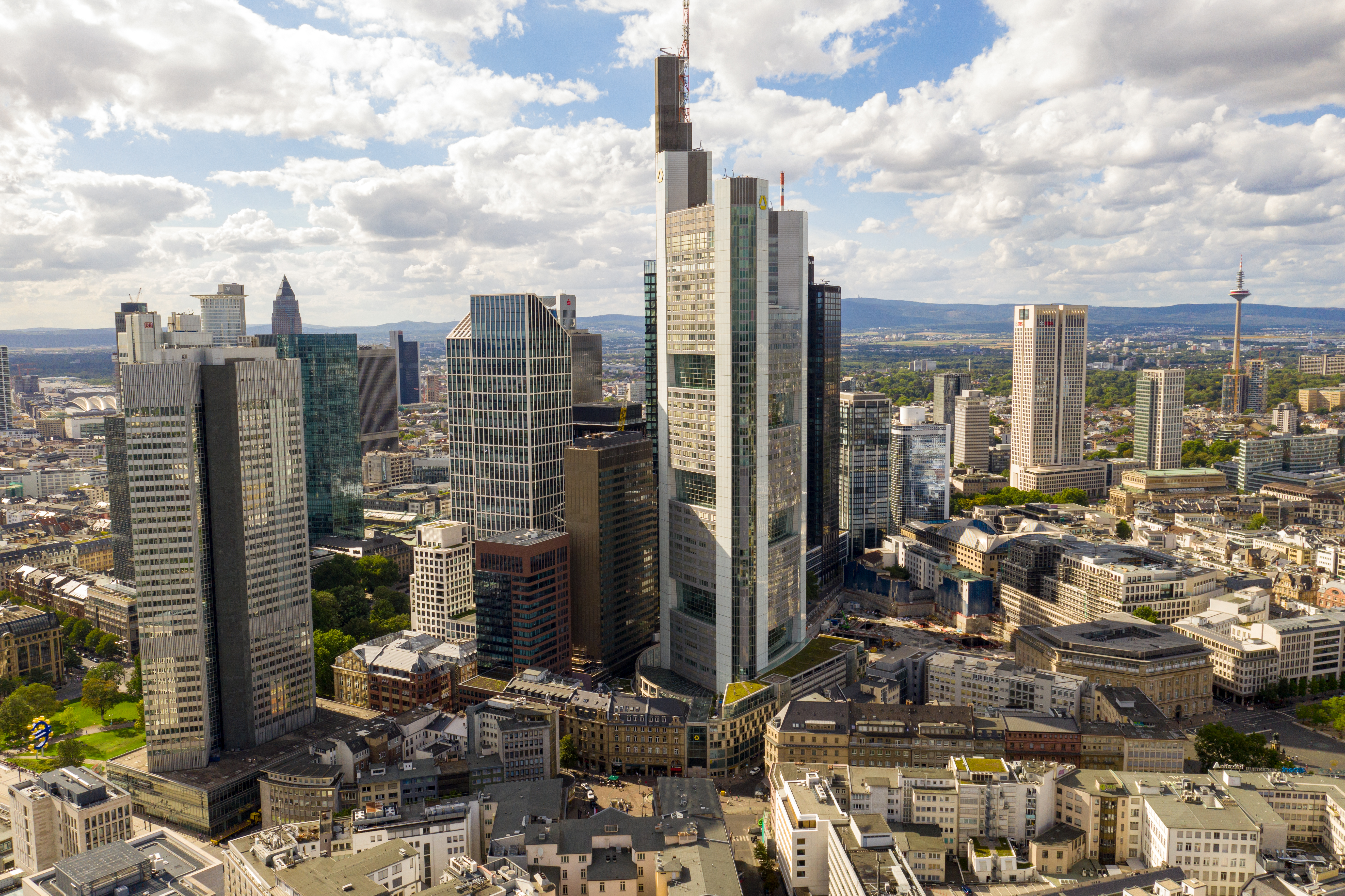
Bankenviertel in Frankfurt am Main

Eine Bank ist ein Kreditinstitut, das seinen Bankkunden Bankgeschäfte und weitere Finanzdienstleistungen anbietet.

## Etymologie
Das Wort Bank im Sinne von Kreditinstitut ist etymologisch identisch mit Bank im älteren und eigentlichen Wortsinne „Sitzmöbel für mehrere Personen.“ Dieses germanische Wort (gemeingerm. *banko > ahd. und mhd. bank; altenglisch benc, neuenglisch bench usw.) gelangte schon zur Zeit der Völkerwanderung in die in Italien und der Galloromania gesprochenen vulgärlateinischen (bancum) bzw. romanischen Dialekte. Mit „p“ anlautende Formen, die man in einigen oberitalienischen und toskanischen Dialekten (tosk. panca) antrifft, lassen sich auf die Sprache der Langobarden zurückführen, in anderen Regionen mag das Wort von anderen Stämmen (also etwa von den Franken oder den Goten) eingebracht worden sein. Im Altitalienischen bezeichnete banco (maskulin; daneben aber auch banca, fem.) wie im Germanischen zunächst ein Sitzmöbel, später dann den Rechentisch, über den Geldwechsler bzw. -verleiher auf Märkten ihre Geschäfte abwickelten. Zur Zeit der italienischen Renaissance, als insbesondere in Florenz und Venedig die Grundlagen der modernen Bankwirtschaft gelegt wurden, wurde die Bezeichnung schließlich auf das Kreditinstitut als solches übertragen; zu den berühmtesten Banken dieser Epoche zählen die Banco Medici und die noch heute bestehende Banca Monte dei Paschi di Siena.
In dieser neuen Bedeutung wurde das Wort im 15. Jahrhundert ins Deutsche rückentlehnt und gelangte darüber hinaus in fast alle europäischen Sprachen, teils vermittelt durch das Französische, so etwa im Falle von englisch bank. Auch im deutschen Schrifttum findet sich bis in das 19. Jahrhundert hinein öfter die französische Schreibung banque, dem französischen Vorbild verdankt sich auch der Umstand, dass deutsch Bank anders als italienisch banco grammatisch weiblichen Geschlechts ist.

## Allgemeines

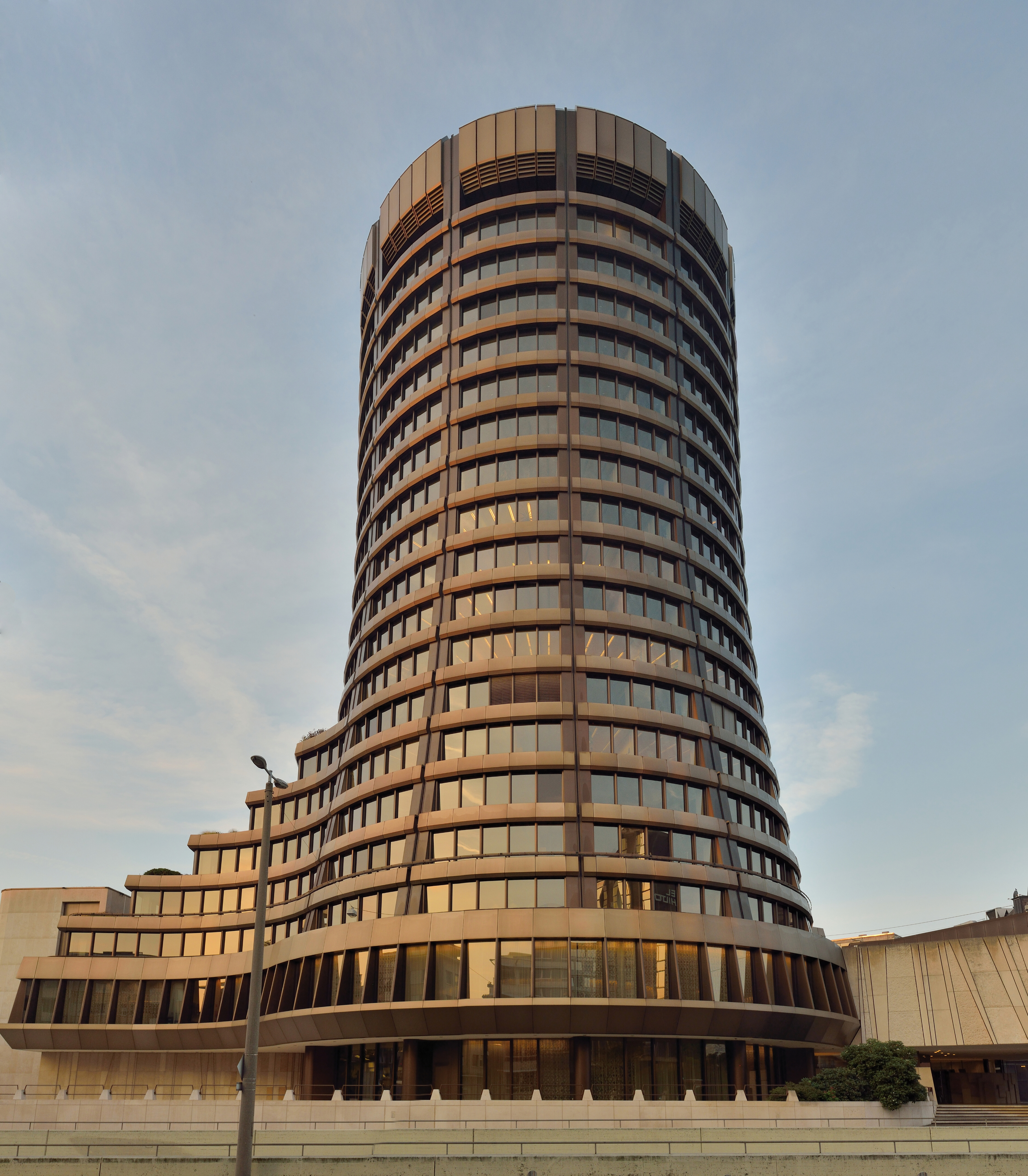
Weltweiter Sitz der Bank für Internationalen Zahlungsausgleich in Basel

Als Bankkunden (Kundengruppen) kommen Privatpersonen, Unternehmen, sonstige Personenvereinigungen und der Staat mit seinen Untergliederungen in Betracht. Universalbanken bieten allen Kundengruppen alle Bankgeschäfte an, Spezialbanken bieten nur eines oder wenige Bankgeschäfte einer bestimmten Zielgruppe an. Zentralbanken (oder Notenbanken) sind für die Geld- und Währungspolitik zuständig; um sie von den Banken zu unterscheiden, werden letztere in diesem Kontext als Geschäftsbanken bezeichnet. Die Aggregation aller Kreditinstitute in einem Staat wird Bankwesen genannt, das von der Bankenaufsicht überwacht wird.

## Geschichte

### Antike

#### Mesopotamien
Die frühesten Vorläufer des modernen Bankenwesens vermutet man in Mesopotamien. Dort kannte man vermutlich schon ab dem zweiten Jahrtausend v. Chr. die buchmäßige Verrechnung von Forderungen, die Kontenführung für Einlagen sowie Anleihen, Schecks und Wechsel.

#### Altes Griechenland
Im 4. Jahrhundert v. Chr. war Athen das größte Bankzentrum der griechischen Welt. Aus dem hellenistischen Griechenland sind Tempelbanken (z. B. auf Delos und in Ephesos; ebenso im Seleukidenreich in Sardes), städtische Banken (so in Kos und Milet) und Privatbanken (u. a. auf Rhodos und Delos) bekannt, die unter anderem Bürgschaften erteilten und Hypotheken- und Schiffskredite vergaben. Im Reich der Ptolemäer gab es eine zentrale Staatsbank in Alexandria mit vielen Außenstellen, die zugleich der Finanzverwaltung des Reiches diente, Steuern einzog und auch Getreidebanken unterhielt sowie Zahlungen in Getreide annahm. Geldtransaktionen wurden bargeldlos durch die Überschreibung von einem Konto zum anderen durchgeführt.

#### Altes Ägypten
Der in Ägypten besonders hohe Zinsfuß (bis zu 24 Prozent) führte zu Wucher und Erpressung zwischen Privaten.

#### Altes Rom
Zur Zeit des Imperium Romanums gab es keine Einrichtungen zur Organisation eines Kreditwesens. Dennoch entwickelte sich ein privates römisches Bankwesen aus der Funktion des Geldwechsels, argentarii. Die ersten Wechseltische entstanden in Rom im 4. Jahrhundert v. Chr. Die argentarii, sie werden erstmalig bei Livius 310 v. Chr. erwähnt, hatten auf dem Janustempel beim Forum Romanum feste Stände, die tabernae veteres, wo sie an einem Wechseltisch mensae ihren Tätigkeiten nachgingen. Ihre eigentliche Aufgabe, dem Überprüfung und Umwechseln von Münzen, gaben sie zugunsten dem Aushändigen von verzinsten Darlehen auf. Denn im römischen Herrschaftsbereich gab es nur eine geringere Münzvielfalt und so entwickelte sich sukzessive das Kreditgeschäft. Gewährte Darlehen trug man in die codices accepti et expensi, den Rechnungsbücher ein. Für Transaktionen, die ihren Empfänger außerhalb der Hauptstadt hatten, wurde das Geld bei einem dieser argentarii hinterlegt und man bediente sich einer Scheckanweisung der relegatio.
Lucius Caecilius Iucundus war ein Steuerpächter, publicani und wirkte als ein „früher Bankier“, so unterhielt er in den größten Städten des Imperiums eigene Filialen.

### Mittelalter, Renaissance
In Europa blühten die ersten europaweit tätigen Banken im 13. Jahrhundert auf, als Florenz zu einer Handelsmacht aufstieg und das dortige Bankgeschäft zu florieren begann. Als ursprüngliche Warengroßhändler, Kommissionäre oder Spediteure wandten sich die ersten Bankiers, über das mit dem Warengeschäft zusammenhängende Kredit- und Wechselgeschäft, dem Bankgeschäft zu.
Zu den ersten und damals bedeutendsten Bankiersfamilien zählten die Bardi, die Peruzzi und die Acciaiuoli aus Florenz. Diese unterhielten Anfang des 14. Jahrhunderts Filialen in praktisch sämtlichen wichtigsten Städten Europas und hielten de facto das Monopol der päpstlichen Finanzen. Als der englische König Eduard III. sich 1345 weigerte, seine durch den Hundertjährigen Krieg angehäuften Schulden zurückzuzahlen, gerieten sie in enorme Schwierigkeiten und verloren schließlich ihren Einfluss. Nach dem Bankrott der damaligen wichtigsten Bankhäuser baute Vieri di Cambio de’ Medici zwischen 1348 und 1392 ein weit verzweigtes Bankhaus mit mehreren Filialen in den wichtigsten europäischen Städten auf. Unter seinen Zöglingen und späteren Partnern befand sich auch sein Neffe Giovanni di Bicci de’ Medici, der zuerst die Filiale in Rom führte und diese 1393 übernahm. Während das einst sehr erfolgreiche Bankhaus von Vieri di Cambio de’ Medici, nach seinem altersbedingten Rückzug 1393, unter der Führung seiner beiden Söhne unterging, war das Bankhaus seines Neffen äußerst erfolgreich. Zwei Jahre nach dem Tod seines Onkels verlegte Giovanni di Bicci de’ Medici 1397 seine Aktivitäten nach Florenz und gründete die Banco Medici. Diese bildete die Grundlage des späteren Aufstiegs der Medici zu einer der mächtigsten Familien der damaligen Zeit in Europa.
Bereits im Jahr 1327 wurde das islamische Hawala-Finanzsystem vom Rechtsgelehrten Abu Bakr b. Mase-ud al–Kasani als Institut des Islamischen Rechtes dargestellt.
1407 wurde in Genua die Banco di San Giorgio gegründet. Im Unterschied zu den bisherigen Familien-Bankhäusern war diese Bank in einer gesellschaftsähnlichen Form organisiert. Sie gilt als eine der ältesten Banken der Welt und stand lange Zeit allein in ihrer Art als Disconto- und Zettelbank, bis sie 1805 von Napoleon geschlossen wurde.

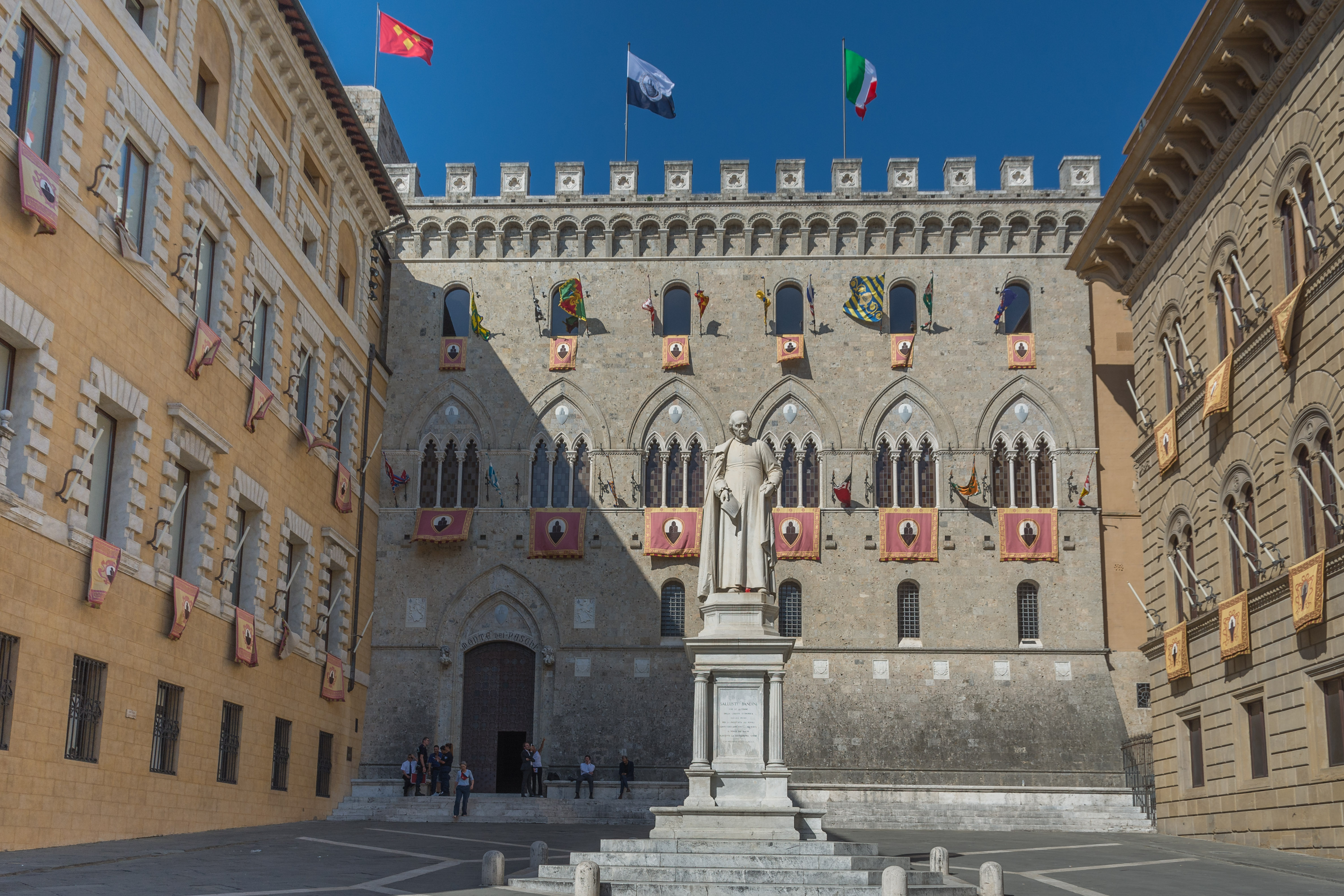
Hauptsitz der Banca Monte dei Paschi di Siena in Siena, älteste Bank der Welt

1462 wurde in Perugia die erste Monte di Pietà gegründet, etliche weitere, voneinander unabhängige, folgten in verschiedenen italienischen Städten. Die Monte di Pietà waren dazumal von Franziskanern als Leihhäuser gegründet worden, um so arme und bedürftige Personen finanziell zu unterstützen, während sich die damaligen Bankiersfamilien wie die Medici oder die Strozzi vor allem dem mit dem Warengeschäft zusammenhängenden Kredit- und Wechselgeschäft widmeten. Die 1472 als Monte di Pietà in Siena gegründete Banca Monte dei Paschi di Siena ist die älteste noch existierende Bank der Welt.

### Neuzeit, Prinzipien

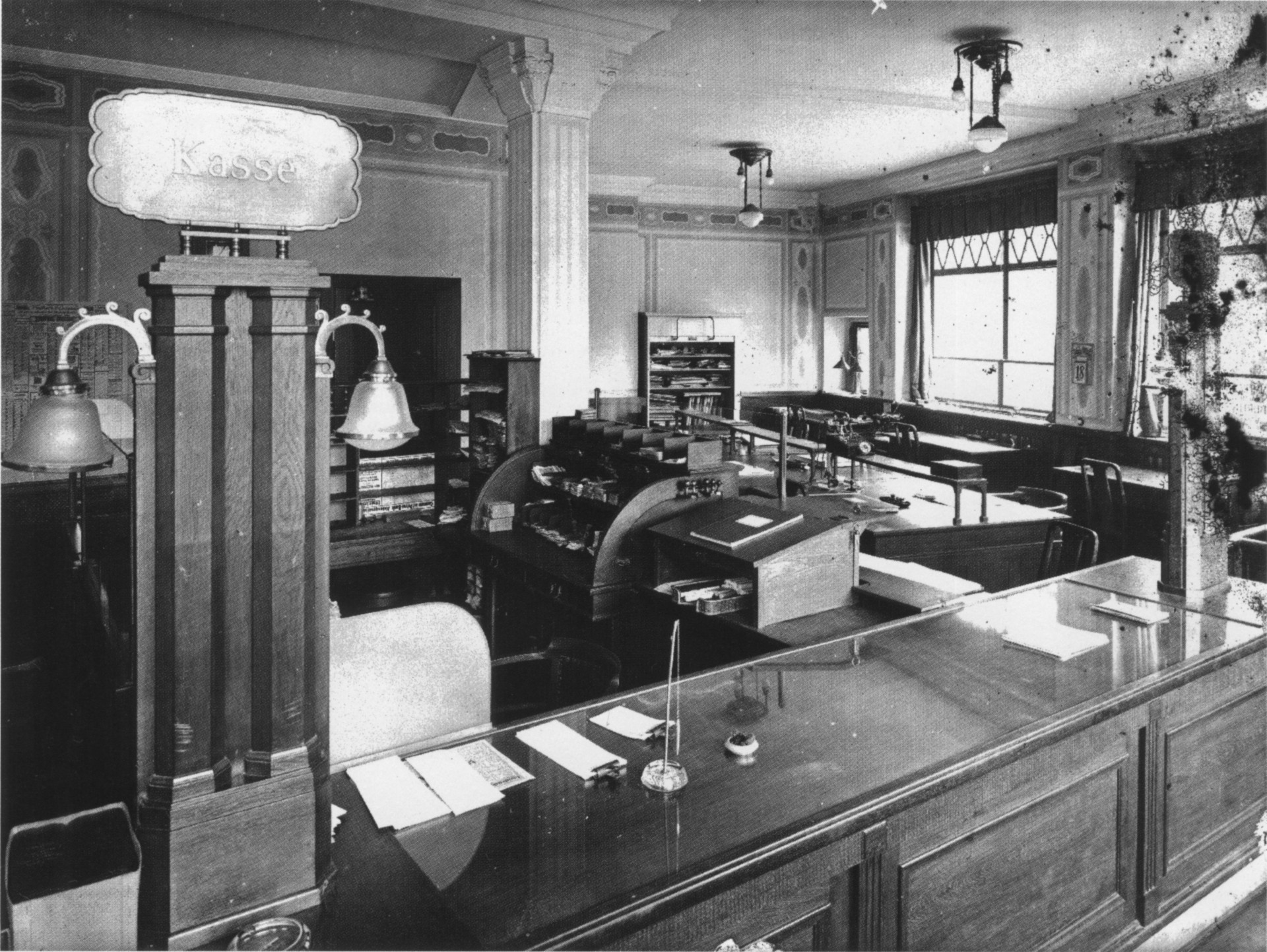
Kassenraum einer Filiale der Commerz- und Privatbank in Leipzig, um 1925

Banken werden in einer arbeitsteiligen Volkswirtschaft benötigt, da die Leistungen der Wirtschaftssubjekte unter Zwischenschaltung von Geld ausgetauscht werden. Die Vermittler dieser Geldströme sind die Kreditinstitute. Weiterhin sorgen sie für den Ausgleich zwischen Geldanlage- und Kreditbedarf.
Kreditinstitute unterliegen aufgrund ihrer besonderen Bedeutung im Wirtschaftskreis im Regelfall einer Reihe von nationalen und internationalen gesetzlichen und aufsichtsrechtlichen Vorschriften (zum Beispiel bei der Besetzung der Geschäftsleitung, bei der Bilanzierung usw.) und unterstehen im Regelfall zudem der Bankenaufsicht durch eine eigens zuständige Behörde. Zu nennen ist hier an erster Stelle die 1930 eingerichtete Bank für Internationalen Zahlungsausgleich, welche ihren Sitz in Basel (Schweiz) hat. Sie wird gemeinhin vereinfacht auch als «weltweite Zentralbank der Zentralbanken» betitelt.

## Rechtsfragen in Deutschland
Als Kreditinstitute unterliegen deutsche Banken dem Kreditwesengesetz (KWG). Wird auch nur eines der in § 1 Abs. 1 KWG abschließend aufgezählten Bankgeschäfte gewerbsmäßig betrieben, bedarf dies der schriftlichen Erlaubnis (Banklizenz) durch die Bankenaufsicht Bundesanstalt für Finanzdienstleistungsaufsicht (BaFin) nach § 32 KWG. Die Bezeichnung „Bank“ ist gemäß § 39 KWG gesetzlich geschützt, wonach die Bezeichnung „Bank“, „Bankier“ oder eine Bezeichnung, in der das Wort „Bank“ oder „Bankier“ enthalten ist, darf in der Firma, als Zusatz zur Firma, zur Bezeichnung des Geschäftszwecks oder zu Werbezwecken nur geführt werden, wenn eine Erlaubnis nach § 32 KWG vorliegt oder es sich um Zweigniederlassungen von Unternehmen nach § 53b Abs. 1 Satz 1 und 2 oder Abs. 7 KWG handelt.
Die Bezeichnung als Bank soll diese Institutsgruppe vor allem von Sparkassen unterscheiden, deren Name in § 40 KWG geschützt ist. Bausparkassen dürfen nach dieser Vorschrift die Bezeichnung „Bausparkasse“, eingetragene Genossenschaften, die einem Prüfungsverband angehören, die Bezeichnung „Spar- und Darlehenskasse“ führen. Letztere werden auch als Genossenschaftsbanken zusammengefasst.
In Österreich, das nach dem Ende des Zweiten Weltkrieges vorerst die deutschen Bestimmungen übernahm, galt seit 1979 ein abgewandeltes, österreichspezifisches Bankwesengesetz, das 1986 mittels Gesetzesnovelle erneut verändert wurde und 1994 gänzlich durch das neue Bankwesengesetz ersetzt wurde.
Eine Besonderheit der Schweiz, die teilweise auch noch für Österreich zutrifft, ist das Schweizer Bankgeheimnis. In Deutschland gibt es – entgegen einer landläufigen Auffassung – kein Gesetz bezüglich des Bankgeheimnisses, das vor einem Zugriff des Staates auf Daten schützt.

## Betriebliche Funktionen der Bank

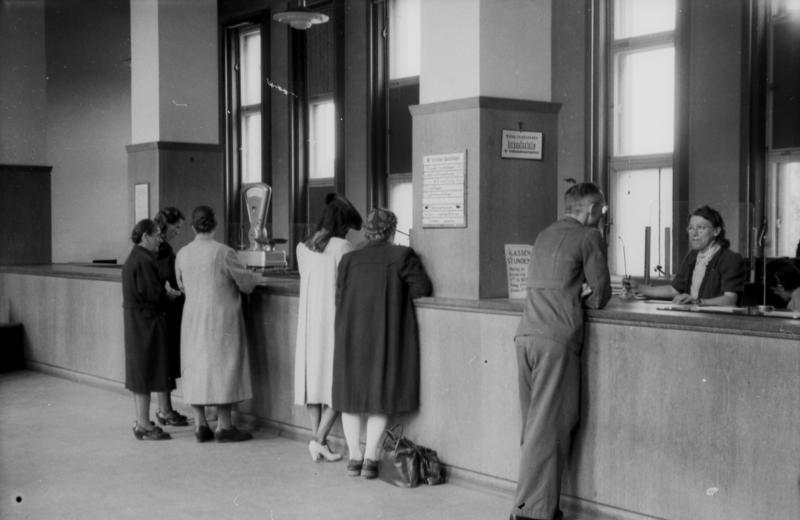
Bankbetrieb 1948

Banken unterscheiden sich im Hinblick auf die von ihnen selbst „hergestellten“ Bankgeschäfte (Eigenfertigung) von den Sparkassen wie folgt:
| Bankgeschäft       | Produktgruppe                                                                               | Sparkassen                       | Banken                 |
| ------------------ | ------------------------------------------------------------------------------------------- | -------------------------------- | ---------------------- |
| Einlagengeschäft   | Sichteinlagen befristete Einlagen Spareinlagen                                              | Ja · Ja · Ja                     | Ja · Ja · Ja           |
| Kreditgeschäft     | Konsumkredite Immobilienfinanzierungen Unternehmensfinanzierungen Kommunalkredite           | Ja · Ja · Ja · Ja                | Ja · Ja · Ja · Ja      |
| Finanzierungen     | Objektfinanzierungen Projektfinanzierungen Spezialfinanzierungen Außenhandelsfinanzierungen | Nein · Nein · Nein · Nein ·      | Ja · Ja · Ja · Ja ·    |
| Wertpapiergeschäft | Kundengeschäft Eigenhandel                                                                  | Ja · Nein                        | Ja · Ja                |
| Investmentbanking  | Corporate Finance Emissionsgeschäft Mergers & Acquisitions                                  | Nein · Nein · Nein               | Ja · Ja · Ja           |
| Handel             | Derivate, Swaps Devisenhandel Geldhandel Edelmetallhandel Interbankenhandel                 | Nein · Nein · Nein · Nein · Nein | Ja · Ja · Ja · Ja · Ja |
| Zahlungsverkehr    | Inlandszahlungsverkehr Auslandszahlungsverkehr                                              | Ja · Nein                        | Ja · Ja                |

Auch diejenigen Bankgeschäfte/Finanzprodukte, die mit einem „nein“ gekennzeichnet sind, werden von Sparkassen angeboten. Die Sparkassen nutzen dabei – für den Kunden erkennbar oder nicht erkennbar – die Kooperation mit den ebenfalls zur Sparkassen-Finanzgruppe gehörenden Landesbanken im so genannten Metageschäft (beispielsweise in der Außenhandelsfinanzierung, im Auslandszahlungsverkehr oder Emissionsgeschäft).
Die wesentlichen betrieblichen Funktionen von Banken sind:
- Einlagengeschäft (Annahme von Sichteinlagen, befristeten Einlagen, Spareinlagen),
- Finanzdienstleistungen wie z. B. das Bargeldgeschäft (Barein- und Barauszahlung).
- Kreditgeschäft,
- Monetäre Funktion (ganzer Zahlungsverkehr) durch Unterhaltung von Gironetzen,
- Überwälzung geldpolitischer Impulse (Orientierung des Zinssatzes am Leitzins),
- Investitionsfunktion (Wertpapiere, Investmentbanking),
- Wirtschaftliche Funktionen (Anlageberatung, Finanzanalyse, Kreditanalyse).

Die Funktionen von Banken werden in der Banktheorie untersucht.

## Volkswirtschaftliche Funktionen

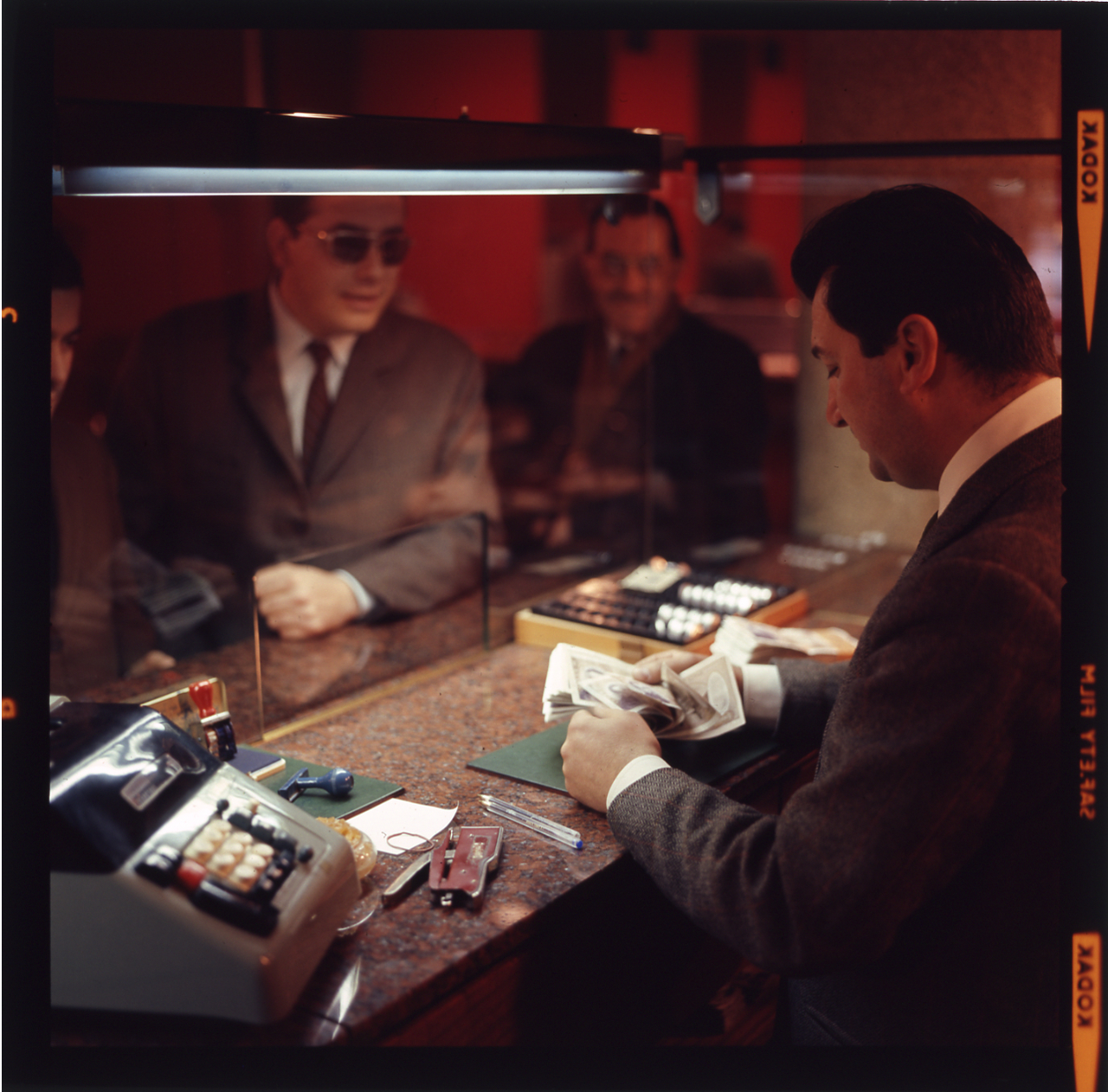
Kassierer in einer Bank (1970)

Die Banken sollen dabei als Finanzintermediäre drei wichtige volkswirtschaftliche Funktionen erfüllen:
- Losgrößentransformation (auch: Ballungsfunktion): Banken schaffen einen Ausgleich zwischen dem Kapitalangebot vieler relativ kleiner Einlagen und der Kapitalnachfrage nach größeren Krediten. Transformation vieler zum Teil sehr kleiner Sparbeträge zu großen Kreditpaketen. Vermittlung von Spar- und Kreditbedürfnissen mit unterschiedlichem Zeithorizont. Dies erreichen die Banken durch Poolbildung. Ein Pool ist dabei je die Summe der Einlagen und die Summe der Kredite.
- Fristentransformation (auch: Fristverlängerungsfunktion): Durch die Fristentransformation werden unterschiedliche Laufzeitinteressen von Schuldnern (Privatpersonen, Unternehmen, Staat) und Gläubigern (z. B. Sparern) in Einklang gebracht. Die strenge Auslegung der goldenen Bankregel, die besagt, dass die Höhe und Fälligkeit der von einem Kreditinstitut gewährten Kredite den dem Kreditinstitut zur Verfügung gestellten Einlagen entsprechen müssen, gilt heute nicht mehr uneingeschränkt, da ein bestimmter Prozentsatz kurzfristiger Einlagen auch langfristig ausgeliehen werden kann (Bodensatztheorie). Bei der Fristentransformation sind folgende Aspekte zu beachten:
  - Liquiditätsrisiko,
  - Ertragsrisiko,
  - Zinsänderungsrisiko,
  - Gefahr eines Bankansturms.
- Risikotransformation (auch: Vertrauensfunktion): Der Einleger vertraut auf die Sorgfalt und die Sachkenntnis des Kreditinstituts bei der Kreditvergabe, auch in Bezug auf die Risikostreuung. Dabei werden unterschiedliche Risikobereitschaften von Schuldnern und Sparern in Einklang gebracht. Dies erreicht sie durch:
  - Portfoliobildung,
  - Überwachung der Kredite (Kreditwürdigkeitsprüfung),
  - Haftung durch Eigenkapital,
  - Vertragsgestaltung mit Sparern und Kreditnehmern.

Im Bereich der Geldschöpfung spielen Geschäftsbanken insofern eine Rolle, als sie durch Kredite von der Zentralbank dem Wirtschaftskreislauf Geld zuführen, das nur zu einem Teil durch Einlagen gedeckt ist. Durch Veranlagung von Kapital bei der Zentralbank können sie dem Wirtschaftskreislauf Geld entziehen.

## Kundengruppen der Banken
Die Kundengruppen der Banken sind wie folgt einteilbar:

### Privatkunden
Das Privatkundengeschäft wird auch englisch Private Banking bezeichnet, wobei diese Bezeichnung häufig auch im engeren Sinne nur das Geschäft mit vermögenden Kunden umfasst. Typischerweise wird das Privatkundengeschäft nochmals wie folgt unterteilt:
- Standardisiertes Privatkundengeschäft, Standardgeschäft, Massengeschäft oder Verbrauchergeschäft: gängige aus dem Englischen übernommene Bezeichnung englisch Retail Banking, auch als englisch consumer banking bezeichnet: Dies umfasst alle Dienstleistungen des Massengeschäfts wie Zahlungsverkehr, Kredite und Zahlungskarten.
- Geschäft mit vermögenden Kunden, gängige Bezeichnung englisch private banking; teils auch als englisch wealth management bezeichnet (obwohl Letzteres im Englischen ein umfassenderer Begriff ist, der über reine Bankdienstleistungen hinausgeht): Der Schwerpunkt ist hier die Vermögensberatung und -verwaltung.

Häufige Bankgeschäfte im Privatkundengeschäft sind neben dem Zahlungsverkehr (auch Bareinzahlung und Barauszahlung am Geldautomaten), auch Sortenhandel, Anlageberatung, Immobilienfinanzierung oder sonstiger Privatkredit.

### Firmenkunden
Das Firmenkundengeschäft umfasst als wichtige Teilaufgabe die Bankgeschäfte mit Unternehmen (insbesondere Cash Management im Zahlungsverkehr, Emissionsgeschäft (für Unternehmensanleihen oder Aktien), Investment-Banking, Konsortialkredite für die Unternehmensfinanzierung, Devisenhandel, Wertpapierhandel).

### Staaten und Gebietskörperschaften
Zum Geschäft der Bank mit Staaten und Gebietskörperschaften gehören beispielsweise Dienstleistungen für die Begebung von Staatsanleihen und die Gewährung von Kommunalkrediten.

### Banken
Die Geschäftsbeziehungen mit anderen Banken werden unter dem Begriff Interbankenhandel zusammengefasst.

## Rechnungslegung
Der Jahresabschluss orientiert sich bei Banken an der Bilanzierung von Nichtbanken. Es gibt jedoch eine spezielle Bankbilanz. Die Kosten- und Leistungsrechnung findet bei Banken in der Kosten- und Erlösrechnung statt. Hier sind die Verhältnisse völlig anders, es gibt unter anderem Wertkosten und Werterlöse.

## Volkswirtschaftliche Aspekte
Geschäftsbanken und Zentralbank bilden zusammen das Bankensystem, über das auf der Makroebene eine konsolidierte Bilanz aufgestellt werden kann. Diese beinhaltet die Bilanzen aller Geschäftsbanken und der Zentralbank, die durch Aggregation zusammengefasst werden. In dieser konsolidierten Bilanz sind nicht nur die Einlagen gleich den Krediten, sondern auch die Einlagen von Nichtbanken und Kredite an Nichtbanken sind identisch. Das liegt daran, dass die Bank-zu-Bank-Kredite und Bank-zu-Bank-Einlagen (Interbankenhandel) sich im gesamten Bankensystem entsprechen. Aus der konsolidierten Bilanz wurde dieser Interbankenhandel eliminiert. Wird diese konsolidierte Bilanz aufgeteilt in Bilanzpositionen der Zentralbank und der Geschäftsbanken, sind im Regelfall die Einlagen von Nichtbanken bei Geschäftsbanken größer als die Kredite der Banken an Nichtbanken. Grund ist, dass Kreditinstitute liquide Mittel zwecks Aufrechterhaltung ihrer Zahlungsfähigkeit und weiterer Kreditgewährung in Form des Kreditangebots bereithalten. Die Einlagen von Nichtbanken {\displaystyle E_{N}} sind größer als die Kredite an Nichtbanken {\displaystyle K_{N}}, die Differenz hieraus ist die Überschussreserve {\displaystyle R}:
{\displaystyle E_{N}>K_{N}=R} und {\displaystyle E_{N}-K_{N}=R}.
Diese Überschussreserve ist die Hauptquelle für die Geldschöpfung und den Geldschöpfungsmultiplikator, der das gesamte Bankensystem erfasst.

## Sprachgebrauch
Im Sprachgebrauch und auch in der Bankbetriebslehre und im Bankrecht haben sich viele Begriffe mit dem Wortbestandteil „Bank-“ eingebürgert, obwohl auch Sparkassen und/oder Genossenschaftsbanken gemeint sind: Bankbetriebslehre/Bankrecht selbst umfassen alle Institutsgruppen genauso wie unter anderem die Begriffe Bankbilanzierung, Bankbürgschaft, Bankenkonsortium, Bankenkrise, Bankfeiertag, Bankgebühr, Bankgeheimnis, Bankgeschäft, Bankguthaben, Bankkalkulation, Bankkonto, Bankleitzahl, Bankplatz, Bankraub, Bankschalter, Banktag, Banktheorie, Bankverbindung, Bankvollmacht oder Hausbank. Auch das deutsche Bankwesen erstreckt sich in seiner typischen „Drei-Säulen-Struktur“ auf alle Institutsgruppen.

## Dokumentationen
- Der Banker – Master of the Universe, Regie/Drehbuch Marc Bauder, D/A 2013, 95 Min.[20]